# Betula paramushirensis
Betula paramushirensis är en björkväxtart som beskrevs av Vyacheslav Yuryevich Barkalov. Betula paramushirensis ingår i släktet björkar, och familjen björkväxter.
Artens utbredningsområde är Kurilerna. Inga underarter finns listade.